# Kaiketsu Zubat
Kaiketsu Zubat (快傑ズバット?, Kaiketsu Zubatto) è una serie tokusatsu giapponese creata da Shōtarō Ishinomori e trasmessa su TV Tokyo dal 2 febbraio 1977 al 28 settembre 1977, per un totale di 32 episodi.

## Storia e dettagli
Zubat è un eroe che possiede delle caratteristiche uniche nei confronti di altre serie del genere. Zubat non ha una vera e propria trasformazione come gli altri supereroi dei tokusatsu. Ken Hayakawa, interpretato da Hiroshi Miyauchi, è un detective privato vestito da cowboy, e per diventare Zubat, semplicemente indossa un costume rosso e nero, nascosto all'interno della sua chitarra che apre premendo un pulsante: un casco rosso con un simbolo a forma di Z sulla testa, una tuta di gomma, e una sciarpa bianca. Il nome Zubat viene dall'effetto sonoro zubatto, interpretato come il suono di qualcosa colpito con precisione. Anche gli antagonisti sono atipici, invece di mostri, Zubat combatte contro criminali in costume, membri dell'organizzazione Dagger, responsabili della morte del suo miglior amico, dal quale si è anche procurato il costume di Zubat. Solitamente in ogni episodio si vede un membro Dagger e la sua guardia del corpo terrorizzare un gruppo di persone indifese. Poi appare Ken, che incontra la guardia del corpo del mafioso di turno, e lo sfida a una dimostrazione della sua specificà abilità (con la pistola, spada ecc.). Ken vince la sfida dimostrando di essere sempre il migliore. Dopo aver sconfitto l'antagonista dell'episodio, Zubat, prima di consegnarlo alla polizia, lo interroga per verificare se è lui l'assassino del suo amico. La serie venne parodiata dalla Daicon Films, l'attuale Gainax, con la serie Kaiketzu Noutenki.